# Oliarus lucidipes
Oliarus lucidipes är en insektsart som beskrevs av Frederick Arthur Godfrey Muir 1924. Oliarus lucidipes ingår i släktet Oliarus och familjen kilstritar.
Artens utbredningsområde är Filippinerna. Inga underarter finns listade i Catalogue of Life.